# Hypsiboas caingua
Espèce
Synonymes
- Hyla caingua Carrizo, 1991 "1990"

Statut de conservation UICN

 LC  : Préoccupation mineure
Hypsiboas caingua est une espèce d'amphibiens de la famille des Hylidae.

## Répartition
Cette espèce se rencontre :
- dans le nord-est de l'Argentine dans les provinces de Misiones et Corrientes ;
- dans l'est du Paraguay ;
- dans le sud-est du Brésil dans les États du Mato Grosso do Sul, de São Paulo, de Santa Catarina et du Rio Grande do Sul.

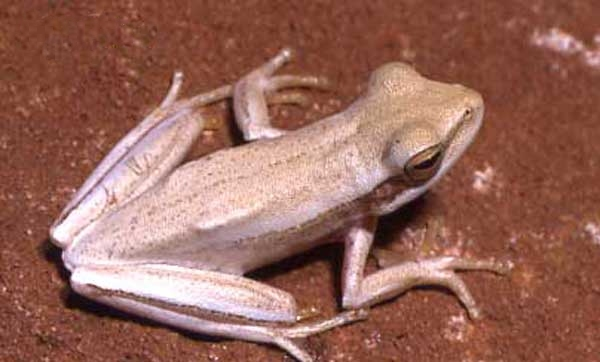
Hypsiboas caingua

## Publication originale
- Carrizo, 1991 "1990" : Sobre los hilidos de Misiones, Argentina, con la descripción de una nueva especie, Hyla caingua n.sp. (Anura, Hylidae). Cuadernos de Herpetología, vol. 5, no 6, p. 32-39 (texte intégral).